# IndyMac Bank

Historisches IndyMac Bank-Logo

Die IndyMac Bank (Independent National Mortgage Corporation) war die größte Spar- und Darlehenskasse im Raum Los Angeles und der siebtgrößte Hypothekenfinanzierer in den Vereinigten Staaten von Amerika.
"Mac" ist in den USA eine gebräuchliche Abkürzung für "Mortgage Corporation", welche normalerweise mit staatlich geförderten Körperschaften assoziiert wird. Beispiele dafür sind Freddie Mac (Federal Home Loan Mortgage Corporation) oder "Farmer Mac" (Federal Agricultural Mortgage Corporation). Im Gegensatz dazu war Indymac immer eine private Organisation ohne Beteiligung der Regierung.
Der Zusammenbruch der Bank am 11. Juli 2008 als Folge der Finanzkrise ab 2007 stellte den größten Zusammenbruch einer US-amerikanischen Bank seit 1984 (Continental Illinois National Bank) dar. Als Folge des Zusammenbruchs wurde die Bank unter "Zwangsverwaltung" der Federal Deposit Insurance Corporation (FDIC) gestellt, die die Auszahlung von versicherten Sparguthaben in einer Höhe von bis zu 100.000 US-Dollar pro Konto garantiert.
Anfang Januar 2009 wurde der Verkauf der Assets von IndyMac an eine Investorengruppe für 14 Milliarden US-Dollar bekannt. An der Transaktion war der unter Präsident Trump amtierende US-Finanzminister Steven Mnuchin beteiligt, welcher laut Handelsblatt die Bank "zum Spottpreis" erwarb, um später "säumige Immobilienkreditnehmer ohne Rücksicht auf Härtefälle" aus ihren Häusern zu werfen. Die von ihm geführte IMB HoldCo LLC verkaufte 2015 die 2009 zwecks Übernahme der IndyMac Assets gegründete Nachfolgerbank OneWest Bank für 3,5 Milliarden $ an die CIT Group weiter, die ebenfalls 2009 noch selbst Insolvenz gegangen war.